# Сераковские (герба Огоньчик)
Серако́вские (пол. Sierakowscy) — графский и дворянский род, герба Огоньчик.
Происходящие из него Вацлав (1700—1780), архиепископ Львовский, с братом Романом и внуками по брату Матвеем, Константином и Иваном, равно с дальними родственниками, Антоном, Максимилианом, Леоном, Фёдором и Станиславом, возведены в Графское достоинство грамотою Императрицы Римской Королевы Галиции и Лодомерии Марии Терезии 16 июня 1775 года, с дополнением к фамильному их гербу украшений, свойственных новому достоинству.
Граф Каетан (1753—1841), бывший Сенатор Каштелян Царства Польского, утвержденный в Графском достоинстве Государственным Советом 5 июля 1844 года — сын Романа и, вместе с отцом, упоминается в вышеприведенной грамоте Императрицы Марии Терезии.

## Описание герба
В щите с вогнутыми боками и резною окраиною, в красном поле половина перстня с изумрудом, из которого выходит древко, законченное вверху наконечником стрелы. В опорах львы взившиеся на дыбы.
Щит покрыт красною мантиею с белым подбоем и графскою короною, из которой выходят две руки, в белых рукавах, с согнутыми локтями, держащие за концы отломок перстня. Герб графов Сераковских внесен в Часть 2 Гербовника дворянских родов Царства Польского, стр. 15.